# کوه ماندی
کوه ماندی (به انگلیسی: Mount Munday) یک کوه در کانادا است که در بریتیش کلمبیا واقع شده‌است. کوه ماندی ۳٬۳۵۶ متر بالاتر از سطح دریا واقع شده‌است.